# Ectropis
Genre
Ectropis est un genre de lépidoptères (papillons) de la famille des Geometridae.

## Principales espèces
- Ectropis aganopa
- Ectropis bhurmitra
- Ectropis bistortata  (Goeze, 1781) - la Boarmie bi-ondulée maintenant confondue avec Ectropis crepuscularia
- Ectropis calida
- Ectropis crepuscularia (Denis & Schiffermüller, 1775) - la Boarmie crépusculaire (seule espèce européenne)
- Ectropis despicata
- Ectropis excursaria (Guenée, 1857) - vit en Australie.
- Ectropis fractaria (Guenée, 1857)  - vit en Australie.
- Ectropis fragilis
- Ectropis hieroglyphica
- Ectropis lignea
- Ectropis macariata
- Ectropis mniara
- Ectropis obliqua
- Ectropis plectroneura